# Бурубайтал (станційне селище)
Бурубайта́л (каз. Буырылбайтал) — станційне селище у складі Мойинкумського району Жамбильської області Казахстану. Входить до складу Чиганацького сільського округу.
Населення — 132 особи (2021; 336 у 2009, 264 у 1999, 243 у 1989).